# Relation de conjugaison
Pour les articles homonymes, voir Conjugaison (homonymie).
En optique, une relation de conjugaison ou formule de conjugaison est une formule mathématique reliant la position d'un objet à celle de son image par un système optique. Elle tire son nom du fait qu'en optique géométrique, dans les conditions de stigmatisme, c'est-à-dire lorsque tous les rayons issus d'un point objet émergent en sortie du système en un point unique, ce point est appelé image conjuguée du point objet. On dit aussi alors que les deux points sont conjugués. En pratique, les systèmes optiques n'étant pas rigoureusement stigmatiques (à l'exception du miroir plan), les relations de conjugaison ne peuvent être appliquées que dans les conditions de Gauss.

## Système centré

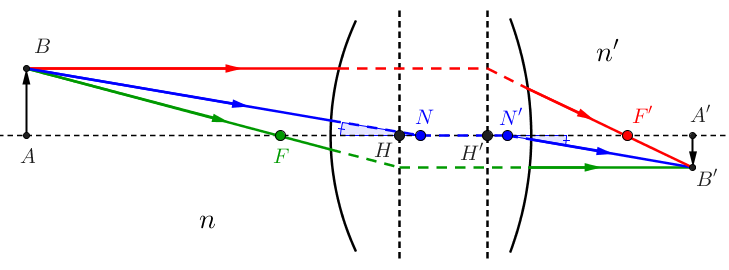
Exemple de points conjugués pour un système centré.

Un système optique centré est un système optique qui présente un axe de rotation nommé axe optique. Il peut être entouré de milieux différents d'indices de réfraction {\displaystyle n} en amont et {\displaystyle n'} en aval. Il est caractérisé par ses points cardinaux parmi lesquels les points principaux objet {\displaystyle H} et image {\displaystyle H'}, les foyers objet {\displaystyle F} et image {\displaystyle F'}. Les distances focales objet {\displaystyle f} et image {\displaystyle f'} sont définies par : {\displaystyle f={\overline {HF}}} et {\displaystyle f'={\overline {H'F'}}}. {\displaystyle V} est sa vergence. Si le système peut être considéré stigmatique, les positions d'un objet {\displaystyle A} situé sur l'axe optique et de son image {\displaystyle A'}, elle aussi sur l'axe optique, peuvent être liées entre elles grâce à l'une ou l'autre des deux relations de conjugaison.
| Relation de conjugaison avec origine aux points principaux (relation de Descartes) | {\displaystyle {\frac {n'}{\overline {H'A'}}}-{\frac {n}{\overline {HA}}}=V={\frac {n'}{f'}}=-{\frac {n}{f}}} |
| Relation de conjugaison avec origine aux foyers (relation de Newton)               | {\displaystyle {\overline {F'A'}}\cdot {\overline {FA}}=f\cdot f'}                                            |

Ces relations sont valables pour tout système centré étudié dans les conditions de Gauss, du plus simple comme le dioptre sphérique au plus complexe. Les systèmes élémentaires présentés par la suite sont donc des cas particuliers.
Note : les distances surlignées indiquent des distances algébriques, c'est-à-dire que le signe de la valeur de cette distance dépend des positions relatives des deux points.

## Systèmes élémentaires

### Dioptre sphérique

Exemple de points conjugués pour un dioptre sphérique.

Dans le cas d'un dioptre sphérique étudié dans les conditions de Gauss, les points principaux sont confondus avec le sommet {\displaystyle S} du dioptre, point d'intersection du dioptre et de l'axe optique. Les distances focales objet {\displaystyle f} et image {\displaystyle f'} s'écrivent : {\displaystyle f={\overline {SF}}} et {\displaystyle f'={\overline {SF'}}}. {\displaystyle C} est le centre de la sphère. Les relations peuvent être déduites des relations pour les systèmes centrés.
| Relation de conjugaison avec origine au sommet,                      | {\displaystyle {\frac {n'}{\overline {SA'}}}-{\frac {n}{\overline {SA}}}=V={\frac {n'-n}{\overline {SC}}}={\frac {n'}{\overline {SF'}}}=-{\frac {n}{\overline {SF}}}} |
| Relation de conjugaison avec origine au centre                       | {\displaystyle {\frac {n}{\overline {CA'}}}-{\frac {n'}{\overline {CA}}}=V={\frac {n-n'}{\overline {CS}}}}                                                            |
| Relation de conjugaison dite de Descartes                            | {\displaystyle {\frac {\overline {SF'}}{\overline {SA'}}}+{\frac {\overline {SF}}{\overline {SA}}}=1}                                                                 |
| Relation de conjugaison avec origine aux foyers (relation de Newton) | {\displaystyle {\overline {F'A'}}\cdot {\overline {FA}}=f\cdot f'} |

### Lentilles sphériques minces

Exemple de positions d'objet et d'image pour une lentille mince convergente dans les conditions de Gauss.

L'approximation de Gauss appliquée aux lentilles minces sphériques revient à étudier un système centré dont les points principaux sont confondus avec le centre optique de la lentille mince : les distances focales objet {\displaystyle f} et image {\displaystyle f'} s'écrivent : {\displaystyle f={\overline {OF}}} et {\displaystyle f'={\overline {OF'}}}. On considérera ici le cas d'une lentille entourée d'un même milieu si bien que {\displaystyle n=n'}.
| Relation de conjugaison avec origine au centre optique, (relation de Descartes) | {\displaystyle {\frac {1}{\overline {OA'}}}-{\frac {1}{\overline {OA}}}=V={\frac {1}{f'}}} |
| Relation de conjugaison avec origine aux foyers (relation de Newton)            | {\displaystyle {\overline {F'A'}}\cdot {\overline {FA}}=f\cdot f'}                         |

### Miroirs sphériques

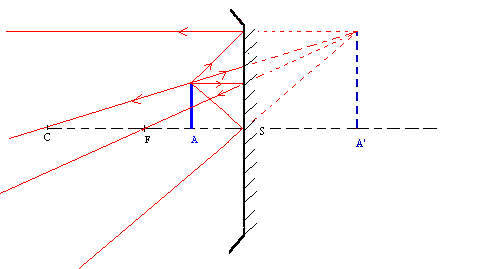
Exemple de points conjugués pour un miroir concave.

Les notations utilisées sont les mêmes que pour le dioptre sphérique. Les relations peuvent être déduites des relations des dioptres sphériques en posant {\displaystyle n'=-n}. Les distances focales objet et image sont identiques : {\displaystyle f=f'={\overline {SF}}={\frac {\overline {SC}}{2}}} ; les foyers objet {\displaystyle F} et image {\displaystyle F'} sont confondus. 
| Relation de conjugaison avec origine au sommet,                       | {\displaystyle {\frac {1}{\overline {SA'}}}+{\frac {1}{\overline {SA}}}=V={\frac {2}{\overline {SC}}}={\frac {1}{\overline {SF}}}} |
| Relation de conjugaison avec origine au centre                        | {\displaystyle {\frac {1}{\overline {CA'}}}+{\frac {1}{\overline {CA}}}={\frac {2}{\overline {CS}}}}                               |
| Relation de conjugaison avec origine aux foyers, (relation de Newton) | {\displaystyle {\overline {F'A'}}\cdot {\overline {FA}}=f\cdot f'=f^{2}}                                                           |